# Distrito de Mollendo
El distritos de Mollendo es uno de los seis que conforman la provincia de Islay, ubicada en el departamento de Arequipa, en el Sur del Perú.
Desde el punto de vista jerárquico de la Iglesia católica forma parte de la Arquidiócesis de Arequipa.

## Historia
El distrito fue creado mediante Ley del 6 de enero de 1830, expedida por el presidente de la República Mariano Ignacio Prado Ochoa.

## Autoridades

### Municipales
- 2019 - 2022[3]
  - Alcalde: Edgar Augusto Rivera Cervera, de Arequipa Transformación.
  - Regidores:

  1. Jorge Elías Gutiérrez Bedregal (Arequipa Transformación)
  2. José Ignacio Paredes Sánchez (Arequipa Transformación)
  3. Erika Alejandra Saba Casapía (Arequipa Transformación)
  4. Percy Jesús Cersso Medrano (Arequipa Transformación)
  5. Erick Martín Miranda Gutiérrez (Arequipa Transformación)
  6. Shachi Isabel Ojeda Arakaki (Arequipa Transformación)
  7. Yovany Jesús Benavente Paredes (Acción Popular)
  8. Emperatriz Martha Canqui Pomalequi (Perú Libertario)
  9. Zulema Rocío Quispe Zapana (Arequipa - Unidos por el Gran Cambio)

## Festividades
- San Martín de Porres.
- Inmaculada Concepción.
- Señor de los Milagros